# سويد فلسطيني

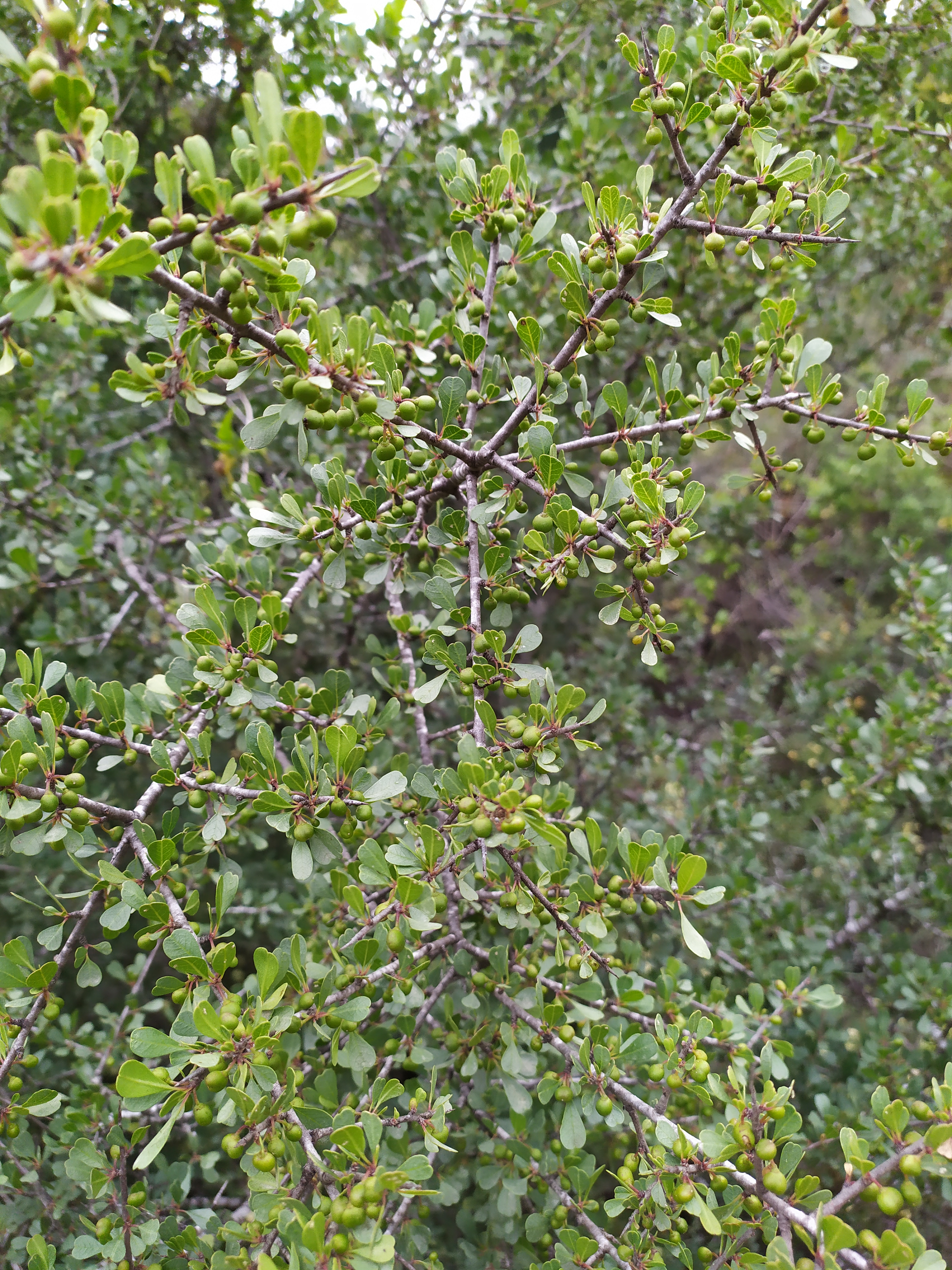
شجرة السويد الفلسطيني

السوّيد الفلسطيني أو النبق الفلسطيني أو عَجْرَة أو سُوَيْد  نوع نباتي يتبع جنس النبق من الفصيلة النبقية.

## الموئل والانتشار.[5]
موطنه بلاد الشام. ينتشر في المرتفعات العالية في جبل المكمل عند خط الثلج.